# محوطه سیاه پس
محوطه سیاه پس مربوط به عصر آهن - دوران‌های تاریخی پس از اسلام است و در شهرستان رودبار، بخش عمارلو، روستای لایه واقع شده و این اثر در تاریخ ۱۴ مرداد ۱۳۸۲ با شمارهٔ ثبت ۹۳۹۲ به‌عنوان یکی از آثار ملی ایران به ثبت رسیده است.